# 10e brigade Spetsnaz
Pour les articles homonymes, voir 10e brigade.
La 10e brigade spetsnaz (russe : 10-я бригада специального назначения) est une brigade des forces spéciales de la Direction principale du renseignement (GRU) et donc des forces armées de la fédération de Russie, basée à Molkine dans le district municipal de la ville de Goriatchi Klioutch (kraï de Krasnodar), au sein du district militaire sud.

## Historique
La 10e brigade des forces spéciales est créée en 1962, puis passe aux Forces armées ukrainiennes, devenant leur 1er régiment des forces spéciales en 1998, puis leur 3e régiment des forces spéciales en 2000. Côté russe, la 10e brigade aurait été reformée en 2003.